# Овесно
Овесно (пол. Owiesno, нім. Habendorf) — село в Польщі, у гміні Дзержонюв Дзержоньовського повіту Нижньосілезького воєводства.
Населення — 522 особи (2011).
У 1975-1998 роках село належало до Валбжиського воєводства.

## Демографія
Демографічна структура станом на 31 березня 2011 року:
|          | Загалом | Допрацездатний вік | Працездатний вік | Постпрацездатний вік |
| -------- | ------- | ------------------ | ---------------- | -------------------- |
| Чоловіки | 256     | 50                 | 189              | 17                   |
| Жінки    | 266     | 35                 | 170              | 61                   |
| Разом    | 522     | 85                 | 359              | 78                   |